# ニコラ・レアーリ
ニコラ・レアーリ（Nicola Leali, 1993年2月17日 - ）は、イタリア・ロンバルディア州カスティリオーネ・デッレ・スティヴィエーレ出身のサッカー選手。ポジションはGK。セリエB・アスコリ・カルチョ1898 FC所属。

## 経歴
ブレシア・カルチョのユースチームでキャリアをスタートさせ、2011年にトップチームに昇格した。
2012年7月3日、ユヴェントスFCに5年契約で移籍した。移籍金は380万ユーロ。
2012年8月30日、セリエB所属のヴィルトゥス・ランチャーノへレンタル移籍した。
2013年8月、スペツィア・カルチョへレンタル移籍。
2014年7月、セリエAに昇格したACチェゼーナにレンタル移籍が決定。
2015年7月13日、フロジノーネ・カルチョにレンタル移籍した。
2018年1月27日、ペルージャ・カルチョにレンタル移籍した。

## 代表歴
イタリア代表として各年代でプレーしている。

## 所属クラブ
- ブレシア・カルチョ 2010-2012
- ユヴェントスFC 2012-2018

→  ヴィルトゥス・ランチャーノ 2012-2013 (loan)
→  スペツィア・カルチョ 2013-2014 (loan)
→  ACチェゼーナ 2014-2015 (loan)
→  フロジノーネ・カルチョ 2015-2016 (loan)
→  オリンピアコスFC 2016-2017 (loan)
→  SVズルテ・ワレヘム 2017- (loan)
→  ペルージャ・カルチョ 2018 (loan)
- ペルージャ・カルチョ 2018.7-

→  フォッジャ・カルチョ 2019 (loan)
→  アスコリ・カルチョ1898 FC 2019- (loan)